# Sidney Island
Sidney Island är en ö i Kanada.   Den ligger i Capital Regional District och provinsen British Columbia, i den södra delen av landet, 3 600 km väster om huvudstaden Ottawa. Arean är 9,3 kvadratkilometer.
Terrängen på Sidney Island är platt. Öns högsta punkt är 76 meter över havet. Den sträcker sig 6,2 kilometer i nord-sydlig riktning, och 5,4 kilometer i öst-västlig riktning.